# 물갈이
물갈이(Traveler's diarrhea, traveller's diarrhoea)는 위와 장내에 발생하는 감염병의 하나이다. 여행자에게 가장 흔한 질병의 하나로, 여행 중 제대로 형성되지 않은 인분으로 정의된다. 위경련, 설사, 발열, 부풀어오름이 동반될 수 있다. 혈리가 가끔 발생할 수 있다. 대부분의 여행객들은 치료 과정 없이(또는 거의 없이) 나흘 안에 회복한다. 영향을 받는 사람들 가운데 약 10%가 일주일 안에 증상을 보일 수 있다.

## 병인
| E. coli, enterotoxigenic          | 20–75% |
| E. coli, enteroaggregative        | 0–20%  |
| E. coli, enteroinvasive           | 0–6%   |
| Shigella spp. (이질균)            | 2–30%  |
| Salmonella spp. (살모넬라)        | 0–33%  |
| Campylobacter jejuni              | 3–17%  |
| 장염비브리오균                    | 0–31%  |
| Aeromonas hydrophila              | 0–30%  |
| Giardia lamblia                   | 0–20%  |
| Entamoeba histolytica             | 0–5%   |
| Cryptosporidium spp. (와포자충속) | 0–20%  |
| Cyclospora cayetanensis           | ?      |
| 로타바이러스                      | 0–36%  |
| 노로바이러스                      | 0–10%  |